# جيكوب تشابمان
جيكوب أنتوني تشابمان (بالإنجليزية: Jacob Anthony Chapman)‏ (مواليد 22 أكتوبر 2000) هو لاعب كرة قدم أسترالي محترف يلعب لنادي سالفورد سيتي، على سبيل الإعارة من هدرسفيلد تاون، كحارس مرمى.